# واتاناک کاپیتال
واتاناک کاپیتال (به لاتین: Vattanac Capital) یک آسمان‌خراش و سازه (ساختمان) در کامبوج است که در پنوم‌پن واقع شده‌است.